# Miktoniscus bisetosus
Miktoniscus bisetosus is een pissebed uit de familie Trichoniscidae. De wetenschappelijke naam van de soort is voor het eerst geldig gepubliceerd in 1945 door Vandel.